# Ernests Gulbis
Ernests Gulbis (Jūrmala, 30 agosto 1988) è un ex tennista lettone.

## Biografia
È figlio unico della coppia formata da Ainars Gulbis, magnate dei media e dell'energia, e da Milena Pucite, una famosa attrice teatrale e cinematografica, con la quale ha anche recitato all'età di 6 anni.

## Carriera
Ha partecipato a qualche torneo juniores, poi è passato presto al professionismo allenato da Nikola Pilić. Fra i suoi maggiori successi, si ricorda la partecipazione agli ottavi agli US Open 2007 dove ha sconfitto il top-10 Tommy Robredo prima di perdere da Carlos Moyá (periodo in cui si ritrova tra i primi cento in graduatoria). Il 10 settembre 2007 ha raggiunto la posizione numero 46 a livello ATP.
Nel 2008 ha raggiunto i quarti di finale al Roland Garros, a Wimbledon invece è eliminato al secondo turno dal poi vincitore Rafael Nadal, riuscendo a togliergli un set, impresa riuscita solo allo svizzero Roger Federer per due volte durante la finale. Il 28 febbraio 2010 si aggiudica il primo titolo ATP a Delray Beach, sconfiggendo in finale il bombardiere croato Ivo Karlović.
Il 27 aprile dello stesso anno batte, al secondo turno degli Internazionali d'Italia, abbastanza sorprendentemente il n. 1 del mondo Roger Federer in tre set 2-6, 6-1, 7-5. Nel torneo romano Gulbis riesce ad arrivare fino alla semifinale in cui viene sconfitto in 2h 47' dallo spagnolo Rafael Nadal (n. 3 del mondo) con il punteggio di 6-4, 3-6, 6-4. Raggiunge in seguito anche i quarti di finale al Master 1000 di Madrid, superato in tre set tirati da Federer. Il 31 luglio 2011 vince il torneo di Los Angeles: successo in finale su Mardy Fish (n. 9) con lo score di 5-7, 6-4, 6-4.

### 2013
A inizio 2013, in seguito alla sconfitta nel torneo di Bergamo contro il polacco Przysiezny (6-4 7-6) Gulbis (che a fine 2012 era sprofondato addirittura alla posizione n.159 del Ranking) incomincia a pensare di potersi ritirare dalle attività agonistiche; dopo quel match però Il 3 marzo 2013 torna a vincere un torneo, bissando il successo di tre anni prima, a Delray Beach, dopo aver sconfitto in semifinale il tedesco Tommy Haas, n. 19 del mondo, con il punteggio di 6-3 4-6 7–6(2), e in finale il francese Édouard Roger-Vasselin, con il punteggio di 7–6(3) 6-3.
Gioca molto bene a Indian Wells dove viene sconfitto da Rafael Nadal 4-6, 6-4, 7-5 agli ottavi di finale e ripete la sua ottima prestazione due mesi dopo, a Roma, dove viene sconfitto sempre da Nadal agli ottavi di finale con il punteggio di 1-6, 7-5, 6-4; in entrambi i casi Nadal è stato il vincitore del torneo. Al torneo Master 1000 di Montréal raggiunge i quarti di finale, sconfiggendo il n. 2 del mondo e fresco vincitore di Wimbledon Andy Murray, con il netto punteggio di 6-4, 6-3.
Cede però nel match successivo a Milos Raonic in tre equilibrati set (7-6, 4-6, 6-4). Il 22 settembre 2013, sconfiggendo Guillermo García López, ottiene il quarto titolo in carriera (secondo stagionale), il primo a San Pietroburgo, con il punteggio di 3-6, 6-4, 6-0. Chiude l'anno da n. 24 del mondo, ben 127 posizioni più in alto rispetto al 2012.

### 2014
Incomincia l'anno cedendo nei quarti di finale di Doha al futuro vincitore Nadal. Agli Australian Open non va oltre il secondo turno (sconfitta in tre set da Sam Querrey), mentre raggiunge la semifinale dell'ATP 500 di Rotterdam, prima di perdere da Berdych in due set. Vince il quinto titolo in carriera a Marsiglia dove sconfigge in finale Jo-Wilfried Tsonga con il punteggio di 7–6(5), 6-4. Il 24 maggio conquista il suo sesto titolo ATP superando in finale, a Nizza, Federico Delbonis in due set (6-1, 7-6). Agli Open di Francia 2014 sconfigge per la seconda volta in carriera lo svizzero Roger Federer in 5 set lottatissimi (6-7, 7-6, 6-2, 4-6, 6-3), tornando nei quarti di finale di un torneo dello Slam dopo sei anni, e proprio nei quarti annichilisce Tomáš Berdych in tre set (6-3, 6-2, 6-4) raggiungendo, per la prima volta, le semifinali in uno Slam. Nelle semifinali impatta contro Novak Đoković, pur vincendo un set, che lo sconfigge 6-3 6-3 3-6 6-3. Al termine del torneo ottiene il suo best ranking al n.10 della classifica ATP, ma non riuscirà a confermare gli ottimi risultati della prima metà della stagione, collezionando molte uscite ai primi turni, eccezion fatta per le semifinali raggiunte a Kuala Lumpur e Mosca. Chiude la stagione con la sconfitta al primo turno di Basilea per mano di una delle maggiori promesse del tennis croato e mondiale, Borna Ćorić.

### 2015
Alla Rogers Cup 2015 raggiunge i quarti di finale, perdendo in tre set contro Novak Djokovic.

### 2016
Agli Open di Francia 2016 raggiunge il quarto turno, venendo sconfitto in quattro set da David Goffin.

### 2017
A Wimbledon 2017 raggiunge per la seconda volta in carriera, da numero 589, il terzo turno, perdendo contro Novak Djokovic. 

### 2018
Ernests, dopo una serie di scarsi risultati, riesce a disputare un'ottima stagione tornando tra i primi 90 del mondo (86º). Questo grazie agli ottimi risultati raggiunti sia a Wimbledon 2018, dove partendo dalle qualificazioni arriva per la prima volta agli ottavi di finale, perdendo contro Kei Nishikori in 4 set, sia allo Stockholm Open 2018 dove arriva in finale, perdendo contro Stefanos Tsitsipas.

### 2019
Nel 2019 ottiene come unico risultato significativo gli ottavi all'ABN AMRO World Tennis Tournament 2019, perdendo in due set contro Key Nishikori.

### Ultimi anni
Agli Australian Open 2020 raggiunge per la prima volta in carriera, da numero 256 al mondo, il terzo turno battendo al primo turno la testa di serie numero 20 Felix Auger Aliassime e al secondo turno lo sloveno Aljaž Bedene. Viene eliminato al terzo turno da Gael Monfils in 3 set. Tenta le qualificazioni al Chennai Open ma viene eliminato al primo turno.
Si qualifica al Delray Beach Open, ma viene sconfitto in 3 set dallo statunitense Reilly Opelka. Sorprendentemente il 1º marzo si impone al Challenger di Pau in Francia in finale su Jerzy Janowicz, ma nel resto della stagione non ottiene risultati di rilievo.
A febbraio 2024 dopo oltre un anno di inattività ha annunciato il suo ritiro dal tennis.

## Caratteristiche tecniche
Gulbis ha nel servizio esplosivo e preciso, che gli permette di mettere a segno molti ace, e nel rovescio solido e potente le sue armi migliori; a questi due fondamentali accompagna una buona risposta al servizio - soprattutto di rovescio - e una buona manualità, grazie alla quale gioca spesso pregevoli palle corte e pallonetti. Un dritto occasionalmente incerto, una difesa a tratti claudicante e un carattere talvolta irrequieto e spesso incostante lo hanno tenuto a lungo lontano dalle zone alte della classifica: solo nel giugno 2014 si è assicurato l'ingresso nella top 10 con la semifinale raggiunta al Roland Garros.

## Statistiche

### Singolare

#### Vittorie (6)
| Legenda              |
| Grande Slam (0)      |
| ATP Finals (0)       |
| ATP Masters 1000 (0) |
| ATP Tour 500 (0)     |
| ATP Tour 250 (6)     |

| N. | Data              | Torneo                                                            | Superficie  | Avversario in finale   | Punteggio     |
| 1. | 28 febbraio 2010  | Delray Beach International Tennis Championships, Delray Beach (1) | Cemento     | Ivo Karlović           | 6-2, 6-3      |
| 2. | 31 luglio 2011    | Farmers Classic, Los Angeles                                      | Cemento     | Mardy Fish             | 5-7, 6-4, 6-4 |
| 3. | 3 marzo 2013      | Delray Beach International Tennis Championships, Delray Beach (2) | Cemento     | Édouard Roger-Vasselin | 7-6(3), 6-3   |
| 4. | 22 settembre 2013 | St. Petersburg Open, San Pietroburgo                              | Cemento (i) | Guillermo García López | 3-6, 6-4, 6-0 |
| 5. | 23 febbraio 2014  | Open 13, Marsiglia                                                | Cemento (i) | Jo-Wilfried Tsonga     | 7-6(5), 6-4   |
| 6. | 24 maggio 2014    | Open de Nice Côte d'Azur, Nizza                                   | Terra rossa | Federico Delbonis      | 6-1, 7-6(5)   |

#### Finali perse (1)
| Legenda              |
| Grande Slam (0)      |
| ATP Finals (0)       |
| ATP Masters 1000 (0) |
| ATP Tour 500 (0)     |
| ATP Tour 250 (1)     |

| Numero | Data            | Torneo                    | Superficie  | Avversari in finale | Punteggio |
| 1.     | 21 ottobre 2018 | Stockholm Open, Stoccolma | Cemento (i) | Stefanos Tsitsipas  | 4–6, 4–6  |

### Doppio

#### Vittorie (2)
| Legenda              |
| Grande Slam (0)      |
| ATP Finals (0)       |
| ATP Masters 1000 (0) |
| ATP Tour 500 (0)     |
| ATP Tour 250 (2)     |

| Numero | Data           | Torneo                                          | Superficie  | Compagno         | Avversari in finale            | Punteggio        |
| 1.     | 14 aprile 2008 | U.S. Men's Clay Court Championships, Houston    | Terra rossa | Rainer Schüttler | Pablo Cuevas Marcel Granollers | 7-5, 7-6(3)      |
| 2.     | 18 luglio 2009 | Indianapolis Tennis Championships, Indianapolis | Cemento     | Dmitrij Tursunov | Ashley Fisher Jordan Kerr      | 6-4, 3-6, [11-9] |

## Risultati in progressione
| Sigla | Risultato               |
| ----- | ----------------------- |
| V     | Vincitore               |
| F     | Finalista               |
| SF    | Semifinalista           |
| O     | Oro olimpico            |
| A     | Argento olimpico        |
| SF    | Bronzo olimpico         |
| QF    | Quarti di Finale        |
| 4T    | Quarto turno            |
| 3T    | Terzo turno             |
| 2T    | Secondo turno           |
| 1T    | Primo turno             |
| RR    | Round Robin             |
| LQ    | Turno di qualificazione |
| A     | Assente                 |
| ND    | Non disputato           |

| Legenda superfici    |
| -------------------- |
| Cemento              |
| Terra battuta        |
| Erba                 |
| Superficie variabile |

| Torneo                        | 2005          | 2006          | 2007          | 2008          | 2009          | 2010          | 2011          | 2012  | 2013          | 2014          | 2015          | 2016 | 2017          | 2018          | 2019          | 2020          | 2021 | Carriera V-S |
| ----------------------------- | ------------- | ------------- | ------------- | ------------- | ------------- | ------------- | ------------- | ----- | ------------- | ------------- | ------------- | ---- | ------------- | ------------- | ------------- | ------------- | ---- | ------------ |
| Tornei Grande Slam            |               |               |               |               |               |               |               |       |               |               |               |      |               |               |               |               |      |              |
| Australian Open, Melbourne    | A             | A             | LQ            | 1T            | 2T            | 1T            | 1T            | 1T    | A             | 2T            | 1T            | 1T   | A             | A             | 1T            | 3T            | A    | 4–10         |
| Roland Garros, Parigi         | A             | A             | 2T            | QF            | 2T            | 1T            | 1T            | 1T    | 2T            | SF            | 2T            | 4T   | 1T            | 2T            | 1T            | Q1            | Q1   | 17–13        |
| Wimbledon, Londra             | A             | A             | 1T            | 2T            | 2T            | A             | 1T            | 2T    | 3T            | 2T            | 1T            | 1T   | 3T            | 4T            | 1T            | A             | Q3   | 11–12        |
| US Open, New York             | A             | LQ            | 4T            | 2T            | 1T            | 1T            | 2T            | 2T    | 1T            | 2T            | 1T            | A    | 2T            | A             | A             | A             | Q3   | 8–10         |
| Vittorie-Sconfitte            | 0–0           | 0–0           | 4–3           | 6-4           | 3–4           | 0–3           | 1–4           | 2-4   | 3-3           | 8-4           | 1-4           | 3-3  | 3–3           | 4-2           | 0-3           | 2-1           | 0–0  | 40–45        |
| ATP World Tour Finals         |               |               |               |               |               |               |               |       |               |               |               |      |               |               |               |               |      |              |
| ATP World Tour Finals, Londra | A             | A             | A             | A             | A             | A             | A             | A     | A             | A             | A             | A    | A             | A             | A             | A             | A    | 0–0          |
| ATP Masters 1000              |               |               |               |               |               |               |               |       |               |               |               |      |               |               |               |               |      |              |
| Indian Wells                  | A             | A             | A             | 2T            | 2T            | 2T            | 3T            | 1T    | 4T            | QF            | 3T            | 3T   | Q1            | A             | A             | A             | Q1   | 11–9         |
| Miami                         | A             | A             | A             | 2T            | 1T            | A             | 2T            | 1T    | A             | 2T            | 2T            | 1T   | Q1            | A             | A             | A             | A    | 1–7          |
| Monte-Carlo                   | A             | A             | A             | A             | 1T            | 2T            | 2T            | A     | 2T            | 1T            | 1T            | A    | A             | A             | A             | A             | A    | 3–6          |
| Roma                          | A             | A             | A             | A             | 2T            | SF            | A             | A     | 3T            | 3T            | 1T            | 2T   | A             | A             | Q1            | Q1            | A    | 10-6         |
| Madrid                        | A             | A             | A             | 2T            | 1T            | QF            | A             | A     | A             | QF            | 1T            | Q1   | A             | A             | A             | A             | A    | 7-5          |
| Montréal/Toronto              | A             | A             | 1T            | 1T            | Q2            | 2T            | 3T            | A     | QF            | 2T            | QF            | 1T   | A             | Q1            | Q1            | A             | A    | 10–8         |
| Cincinnati                    | A             | A             | A             | QF            | Q1            | 3T            | 1T            | A     | 1T            | 2T            | A             | A    | Q2            | A             | A             | A             | A    | 6-5          |
| Shanghai                      | Non disputato | Non disputato | Non disputato | Non disputato | 1T            | 1T            | 1T            | A     | A             | 1T            | A             | A    | A             | A             | A             | A             | A    | 0–4          |
| Parigi                        | A             | A             | A             | A             | Q1            | 3T            | A             | A     | 1T            | A             | A             | A    | A             | A             | A             | A             | A    | 2–2          |
| Vittorie-Sconfitte            | 0–0           | 0–0           | 0–1           | 6–5           | 2–6           | 14-8          | 4–6           | 0-2   | 9-6           | 10-8          | 4-6           | 1-4  | 0–0           | 0–0           | 0–0           | 0–0           | 0–0  | 50–54        |
| Giochi Olimpici               |               |               |               |               |               |               |               |       |               |               |               |      |               |               |               |               |      |              |
| Giochi Olimpici               | Non disputati | Non disputati | Non disputati | 1T            | Non disputati | Non disputati | Non disputati | A     | Non disputati | Non disputati | Non disputati | A    | Non disputati | Non disputati | Non disputati | Non disputati | A    | 0–1          |
| Statistiche Carriera          |               |               |               |               |               |               |               |       |               |               |               |      |               |               |               |               |      |              |
| Finali ATP World Tour         | 0             | 0             | 0             | 0             | 0             | 1             | 1             | 0     | 2             | 2             | 0             | 0    | 0             | 1             | 0             | 0             | 0    | 7            |
| Tornei ATP vinti              | 0             | 0             | 0             | 0             | 0             | 1             | 1             | 0     | 2             | 2             | 0             | 0    | 0             | 0             | 0             | 0             | 0    | 6            |
| Vittorie-Sconfitte            | 0–2           | 4–2           | 10–14         | 24–22         | 20–26         | 31-20         | 18–22         | 17-18 | 37-18         | 41-21         | 11-24         | 7-14 | 6-6           | 9-6           | 6-17          | 4-2           | 0-3  | 248-239      |
| Ranking di fine anno          | 451           | 141           | 61            | 53            | 90            | 24            | 61            | 136   | 24            | 13            | 81            | 151  | 255           | 95            | 226           | 181           | 191  | N/A          |